# 793

## Esdeveniments
Iberia i Regne Franc dels Carolingis
- Setge dels musulmans sobre la ciutat de Girona.
- L'emir Hisham I de Còrdova, que no s'ha conformat amb la pèrdua de Girona, ha preparat una incursió contra els carolingis i envia el general Abd-al-Malik, fill del valí Abd-al-Wahid ibn Mughith, per atacar la ciutat. En malmet seriosament les muralles, bé que no aconsegueix entrar-hi, gràcies en bona part a la defensa que de Girona i la seva comarca ha fet el comte Rostany. Seguidament, el general Abd-al-Malik es dirigeix amb les seves tropes a saquejar la Narbonesa. Tot i la seva victòria sobre el comte Guillem I de Tolosa en la batalla del riu Orbieu, Orbiu o Orbion, l'exèrcit sarraí acaba per ser repel·lit i emprèn la retirada pel camí de la Cerdanya i l’Urgell.[1]
- Els sarraïns del general Abd-al-Malik, en retornar per la vall del Segre de la seva infructuosa expedició a Septimània, assolen tota la regió de la Cerdanya. Després, a l’Urgellet, destrueixen completament la ciutat romanovisigòtica d’Arse-durgui (Castellciutat) i el centre episcopal visigòtic d'Urgell que hi ha a la ciutadella d’Orgia o Orgelia.[1]

Altres
- 8 de juny, Anglaterra. Els vikings ataquen el monestir de Lindisfarne, important centre cultural i religiós situat a l’illa sagrada de Holy Island a Northúmbria.[1]
- Anglaterra. El rei Offa annexa l'Ànglia de l’Est a Mèrcia.[1]